# Edmund Fellowes
Edmund Horace Fellowes (Londres, 11 de novembro de 1870 — Windsor, 21 de dezembro de 1951) foi um musicólogo britânico, uma importante personalidade do movimento de revivalismo da música antiga.
Dotado de um talento precoce para a música, começou a estudar piano aos cinco anos e violino aos seis, dando seu primeiro concerto público com nove anos. Continuou seus estudos no Winchester College e depois na Universidade de Oxford, onde graduou-se em Teologia e pós-graduou-se em Música. Tomou ordens na Igreja Anglicana em 1894 (diácono) e em 1895 (sacerdote), sendo nomeado cônego da Catedral de Bristol em 1897. Em 1900 tornou-se cônego da Capela de São Jorge no Castelo de Windsor, cargo que ocupou até sua morte.
Desde o início de sua atividade musical empenhou-se em melhorar a qualidade da música de igreja, sendo um dos responsáveis pela fundação da Church Music Society e, posteriormente, da Royal School of Church Music, instituição que exerceria larga influência. Mas foi como musicólogo que ganhou renome, pesquisando, resgatando e editando uma grande quantidade de música sacra e profana inglesa dos séculos XVI e XVII, preocupando-se em reconstituir a maneira original de executá-la. Publicou seus estudos em uma série de obras que se tornaram referenciais e muito influentes, especialmente The English Madrigal School (36 volumes, 1913–24), que foi a primeira sistematização em grande escala do repertório de madrigais ingleses, gênero no qual ele foi a principal autoridade em seu tempo, seguindo-se The English School of Lutenist Song Writers (32 volumes, 1920–1932), Tudor Church Music (com Buck, Ramsbotham & Warner, 10 volumes, 1922–1929) e The Collected Works of William Byrd (20 volumes, 1937–1950). Também deixou muitos trabalhos sobre história da música e musicologia, incluindo The English Madrigal Composers (1921), William Byrd (1923), Orlando Gibbons (1925) e English Cathedral Music from Edward VI to Edward VII (1941), que foram pioneiros em seu campo.
Embora não tenha sido o único a estudar música antiga em sua geração, suas estratégias de divulgação e publicidade, aliados à sua competência profissional, lhe garantiram um amplo reconhecimento. Junto com Richard Terry foi um dos principais responsáveis pelo resgate da maior parte da música vocal dos períodos Tudor e Stuart conhecida hoje, desencadeando uma verdadeira febre por essa música na Inglaterra após a I Guerra Mundial, em particular os madrigais. Fellowes foi eleito Membro Honorário do Oriel College em Oxford em 1937, e em 1939 a universidade concedeu-lhe um Doutorado honoris causis. Foi nomeado Companheiro de Honra em 1944 e em 1950 recebeu um Doutorado honoris causis da Universidade de Cambridge.